# ساراسوات برهمن

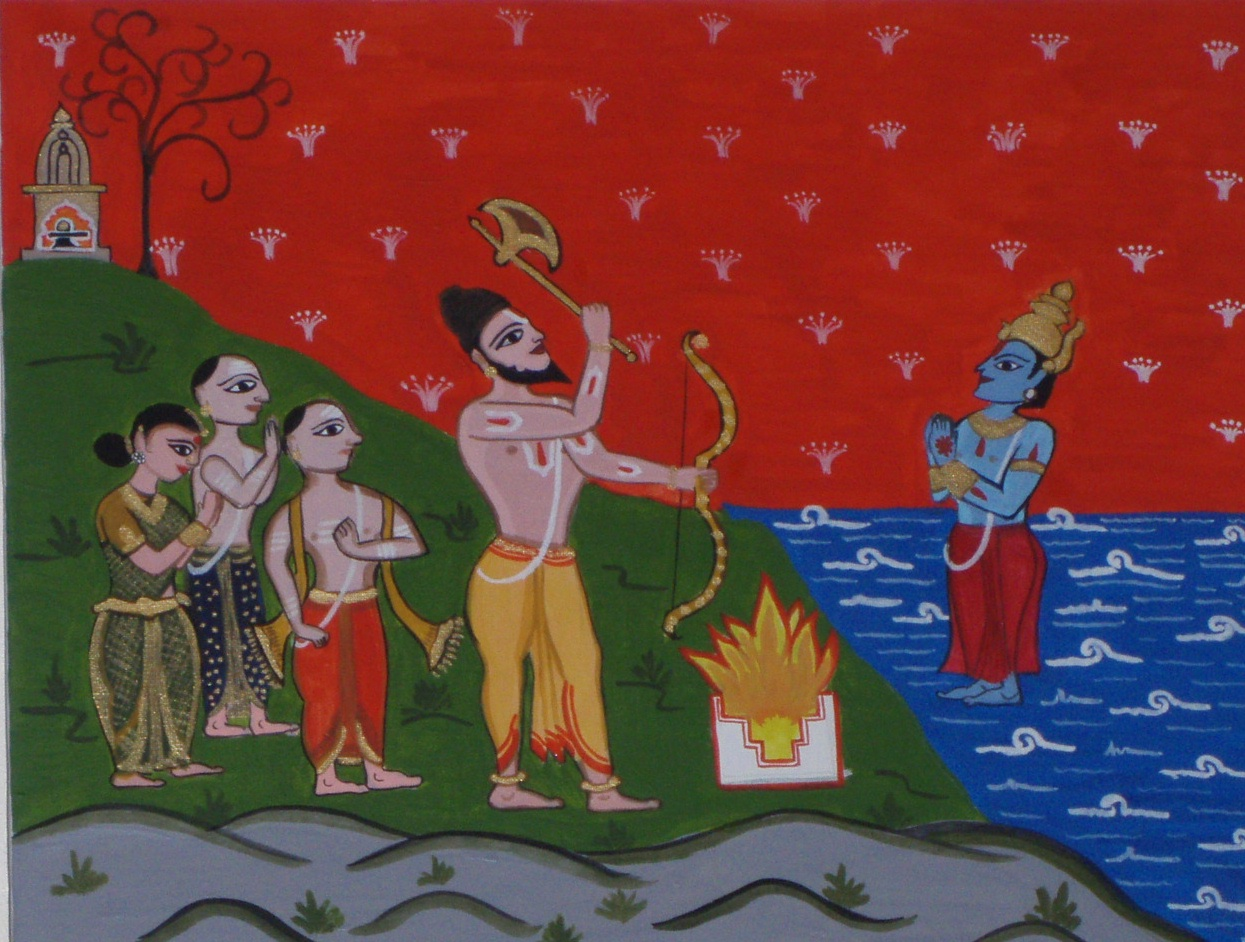
پاراشوراما با ساراسوات برهمین، به وارونا دستور می‌دهد تا دریاها را عقب‌نشینی کند تا منطقه کنکان تشکل شود

ساراسوات برهمن‌ها زیرمجموعه‌ای از برهمن‌های هندو می‌باشد که در ناحیه کاملاً جدا گردیده از کشمیر در شمال هند تا کنکان در غرب هند تا کانارا (ناحیه ساحلی کارناتاکا) و کرالا در جنوب هند پراکنده گردیده‌اند. کلمه ساراسوات از رودخانه ساراسواتی گرفته شده است.

## طبقه‌بندی
برهمن‌های ساراسوات زیر دسته‌بندی برهمنی پانچا گاودا از جوامع برهمنی در هند دسته‌بندی می‌شوند.
در قسمت غرب و قسمت جنوب هند، همراه با چیتپاوان، کارهادس (شامل پادهیس، بات پرابهوس)، و ساراسوات برهمن‌های کونکانی زبان به نام برهمن‌های کونکانی اسم برده می‌شوند که به آن دسته از کاست‌های فرعی برهمنی در ساحل‌های کنکان اشاره می‌نمایند که دارای اهمیت ناحیه ای هستند. ماهاراشترا و گوا در اینجا ساراسوات برهمن‌ها به ۳ زیر گروه تقسیم می‌گردند که مثل گاود ساراسوات برهمن‌ها، چیتراپور ساراسوات برهمن‌ها و راجاپور ساراسوات برهمن‌ها. وایشناواها از غبیل پیروهای ریاضیات کاشی و گوکارنا می‌باشند، در حالی که اسمارت‌ها پیروی ریاضیات کاواله و ریاضی چیتراپور می‌باشند.

### طبق ودا و ودانتا
در قسمت غرب و قسمت جنوب هند، برهمن‌های ساراسوات برهمن‌های ریگودی می‌باشند و از آشوالیانا سوترا دستور می‌گیرند و از شاکالا شاکا می‌باشند ساراسوات برهمن‌ها طبق ودانتای که پیدا می‌کنند به ۲ گروه تقسیم می‌شوند که گروه نخست از دوایتا ودانتای ماده‌واچاریا و گروه دوم پیروان آدوایتا ودانتا از آدی شانکارا هستند.
در کارناتاکا و کرالا، بیشترین برهمن‌های گاود ساراسوات پیرو مادهواچاریا هستند، در حالی که چیتراپور ساراسوات برهمن‌ها اسمارت‌ها، پیروی آدی شانکارا می‌باشند. چاندراکانت کنی نویسنده و افسر پیشین یی سی اس ون کدوه این گونه بیان می‌کند که: «بیشتر ساراسوات‌ها، از غبیل آن‌هایی که در ایالت گوا هستند، حال در وایشناوا هستند».

## تاریخ

### مبدأ و مهاجرت
در راجاتارانگینی کلهانا (قرن ۱۲ میلادی)، ساراسوات‌ها به عنوان جزوی از پنج جوامع برهمنی پانچا گاودا که در سمت شمال ویندیاها مقیم هستند، یادشده است. آنان در ناحیه گسترده‌ای در قسمت شمالی شبه قاره هند پراکنده گردیده‌اند. یک گروه در ساحلی سند و گجرات زندگی می‌نمودند، این گروه بعد از تجزیه هند در سال ۱۹۴۷ به ایالت بمبئی مهاجرت نمودند. یک گروه در پنجاب و کشمیر قبل از تقسیم پیدا شد که بیشتر آنان بعداز سال ۱۹۴۷ از پاکستان مهاجرت نمودند. شاخه دیگری که به اسم داکشیناترایا ساراسوات برهمین شناخته می‌شود اکنون در امتداد سواحل غربی هند پیدا می‌گردید.